# Tribus en Tunisie
Les tribus en Tunisie sont un ensemble de confédérations tribales aux origines diverses peuplant l'ensemble du territoire tunisien. Ces tribus sont divisées en plusieurs groupes, à savoir les Berbères, qui étaient là avant l'avènement de l'islam et qui peuplent les zones rurales, les Arabes préhilaliens qui sont arrivés entre la conquête musulmane du Maghreb et l'invasion hilalienne, qui peuplent majoritairement les grandes villes et sont citadins, et les Arabes arrivés durant l'invasion hilalienne, à savoir les Banu Hilal, les Banu Sulaym ou encore les Banu Hudhayl (en), qui peuplent les zones rurales et sont principalement bédouins.

## Histoire

### Berbères
Les Berbères en Tunisie peuplent le territoire dès l'Antiquité. Les principales confédérations s'y trouvant sont les Louatas, les Houaras, les Nefzaoua ainsi que les Zénètes.
Certaines tribus berbères sont originaires de Tunisie, telles que les Ousseltia, issus de la confédération des Mazata et originellement installés dans le djebel Ousselat depuis l'Antiquité, ou encore les Nefzaoua, originellement installés dans la région du même nom. Toutefois, d'autres ne sont pas originaires de Tunisie et ont migré en provenance des autres pays d'Afrique du Nord (Libye, Algérie ou Maroc) pour s'installer en Tunisie, comme les Ouergha d'origine libyenne qui migrent au XIe siècle ou encore les Béjaoua d'origine algérienne qui migrent au XIIIe siècle.

### Arabes
Les Arabes issus de l'invasion hilalienne sont les Banu Hilal, Banu Sulaym et Banu Hudhayl (en) qui sont arrivés entre le Xe siècle et le XIIIe siècle. À la suite d'un conflit entre les Zirides et les Fatimides, ces derniers envoient une horde de tribus bédouines sur le Maghreb,,.